# Relazioni diplomatiche sino-romane

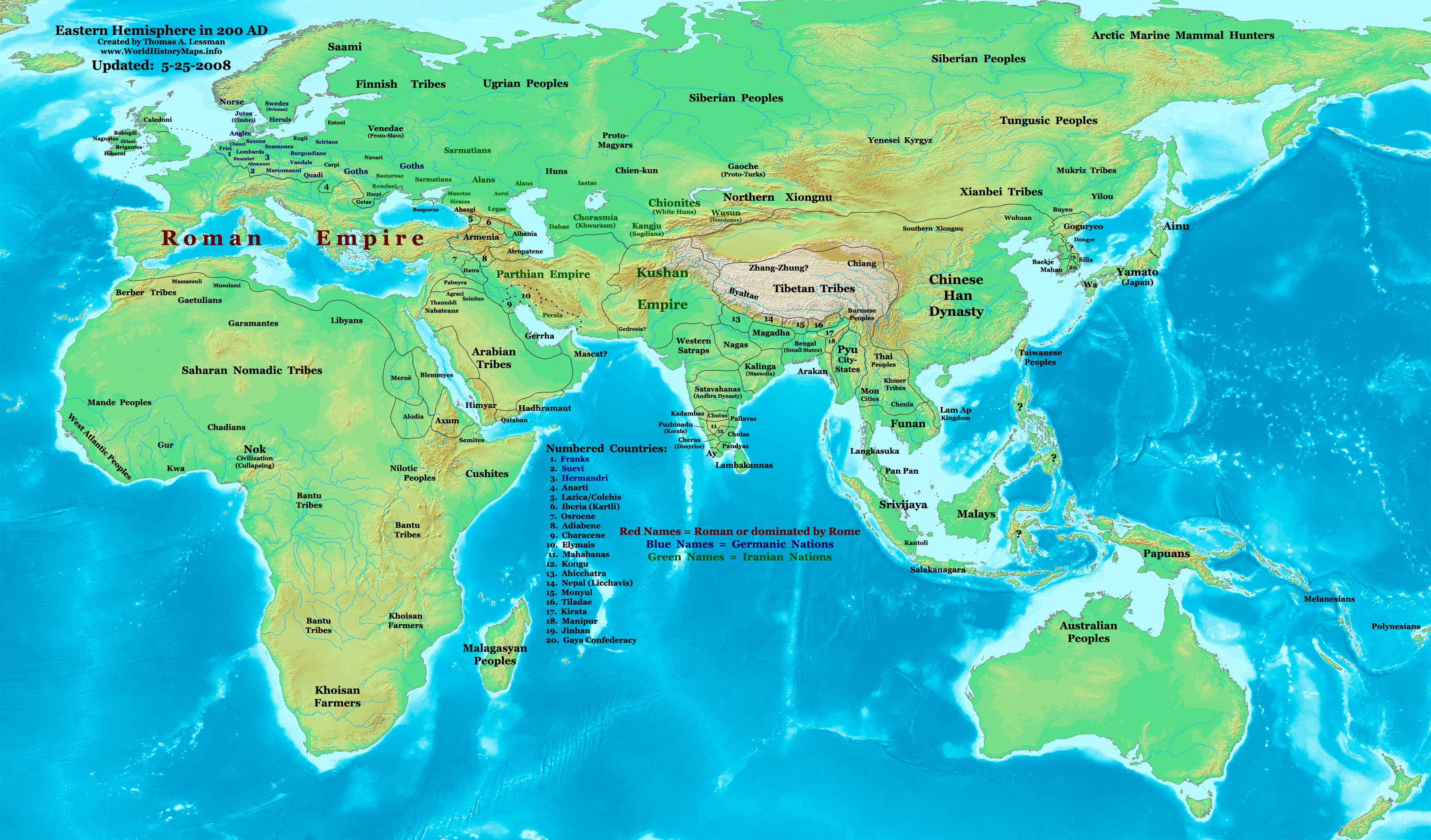
l'Impero romano e l'Impero Han

Le relazioni diplomatiche tra mondo romano e cinese iniziarono in modo indiretto con l'apertura della cosiddetta Via della seta nel II secolo a.C. La Cina e l'Impero Romano si avvicinarono progressivamente prima con l'ambasciata di Zhang Qian nel 130 a.C. e le spedizioni militari della Cina verso l'Asia Centrale fino al tentativo del generale Ban Chao di inviare una delegazione a Roma attorno all'anno 100. Antichi storici cinesi registrarono alcune ambasciate romane in Cina; la prima che si ricordi risale all'imperatore romano Marco Aurelio e arrivò in Cina nell'anno 166.

## Sviluppo della "Via della seta"

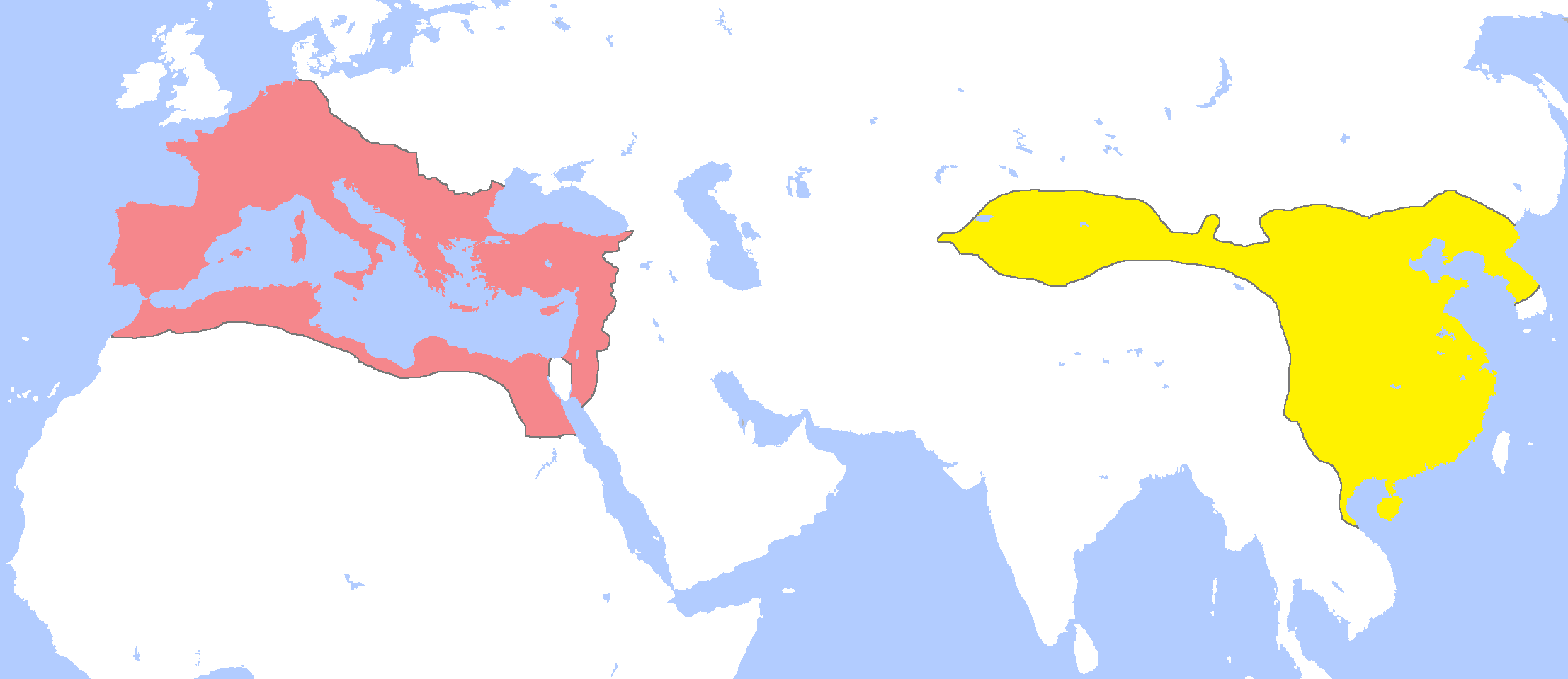
l'Impero romano (in rosso) e l'Impero Han (in giallo)

Il primo grande passo nell'apertura della Via della seta, unione dell'Estremo Oriente con l'Occidente, venne dall'espansione dell'impero di Alessandro Magno verso l'Asia Centrale fino alla Valle di Fergana ai confini dell'attuale regione cinese dello Xinjiang. Alessandro nel 329 a.C. fondò un insediamento greco nella città di Alexandria Eskate (Alessandria più lontana), attualmente Xuçand nel Tagikistan. I greci rimasero in Asia per i successivi tre secoli; prima con il dominio dei Seleucidi e dopo con la nascita del Regno greco-battriano. L'espansione greca continuò verso oriente, specialmente durante il regno di Eutidemo I (fra il 230 a.C. e il 200 a.C.) che estese il controllo greco fino alla Sogdiana ma non esistono prove che possano aver inviato spedizioni fino a Kashgar nel Turkestan cinese creando i primi contatti fra Cina e mondo occidentale. Lo storico greco Strabone scrive che «estesero il loro impero lontano fino ai Seri e ai Frini» (Strabone, Geografia, 11.11.1). Un riferimento che ci riporta all'attuale Uzbekistan.

## L'ambasciata di Zhang Qian

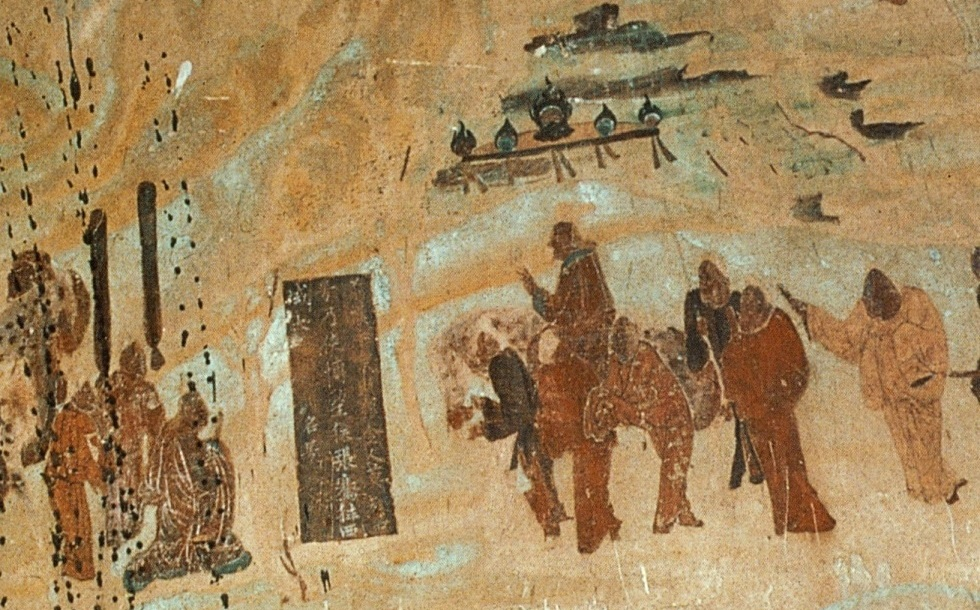
Il viaggio verso ovest di Zhang Qian. Caverne di Mogao

La tappa successiva avvenne intorno al 130 a.C. con le ambasciate della dinastia Han verso l'Asia Centrale, a seguito dei rapporti dell'ambasciatore Zhang Qian (che originariamente - e inutilmente - era stato inviato a stipulare un'alleanza con gli Yuezhi contro gli Xiongnu). L'imperatore cinese Wudi era interessato allo sviluppo delle relazioni commerciali con le sofisticate civiltà urbane della Ferghana, della Battriana e della Partia. «Il Figlio del Cielo, nell'udire tutto questo, così ragionò: “Ferghana (Dayuan) e le terre di Battriana (Daxia) e di Partia (Anxi) sono grandi stati, pieni di cose rare, le loro popolazioni abitano case ben ferme e sono occupate in attività in qualche modo identiche a quelle del popolo cinese, ma hanno eserciti deboli e tengono in gran conto i ricchi prodotti della Cina”» (Hou Hanshu ["Storia degli Han posteriori"]).
Conseguentemente i cinesi inviarono numerose ambascerie, ogni dieci anni circa, verso quegli stati e fino alla Siria dei Seleucidi. «Così altre ambascerie vennero inviate verso Anxi [Partia], Yancai [Vaste Steppe, che più tardi sarà conosciuta come terra degli Alani], Lijian [Siria dei Seleucidi], Tiaozhi [Caldea] e Tianzhu 天竺 [NordOvest dell'India]. In genere vennero inviate più di dieci missioni all'anno e, nell'ultimo anno, almeno cinque o sei» (Hou Hanshu ["Storia degli Han posteriori"]).
La "Via della seta", venne a formarsi nel I secolo d.C., appunto in seguito ai tentativi cinesi di consolidare una comunicazione verso il mondo occidentale e l'India, sia attraverso contatti diretti nell'area del Tarim, sia attraverso relazioni diplomatiche con le regioni del Dayuan, i Parti e, più a ovest, i Battriani.

## Seta cinese nell'Impero Romano

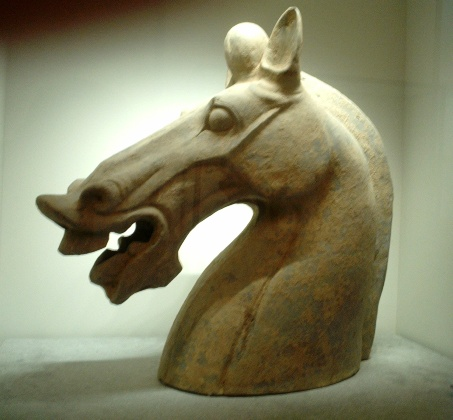
Testa di cavallo - Dinastia Han I - II secolo a.C.

Presto si sviluppò un intenso commercio con l'impero romano, confermato dall'infatuazione dei romani per la seta cinese che dal I secolo arrivava a Roma attraverso i Parti, anche se i romani credevano che la seta fosse ottenuta dalle piante: 
(Plinio il Vecchio, Historia naturalis, vi.54)

Il Senato romano, per motivi economici e morali, emise invano parecchi editti per proibire gli indumenti di seta. L'importazione di seta cinese causò enormi esborsi di oro e le vesti di seta venivano considerate decadenti e immorali: 
(Lucio Anneo Seneca, De beneficiis, vii.9.5)
Una "Via della seta marittima" fu aperta, attorno al I secolo, fra la regione controllata dai cinesi dello Jaozhi (con centro nell'attuale Vietnam vicino ad Hanoi). Questa "Via" si estese attraverso i porti delle coste dell'India e dello Sri Lanka fino ai porti controllati dai romani dell'Egitto e le piste dei Nabatei sulla costa nordoccidentale del Mar Rosso. Lo Hou Hansu citato ricorda che il primo contatto romano arrivò in Cina attraverso questa rotta marittima nell'anno 166.

## Spedizione di Ban Chao
Nel 97, il generale cinese Ban Chao attraversò le montagne del Tian Shan e del Pamir con un esercito di 70 000 uomini in una campagna contro gli Xiongnu (gli Unni) spingendosi a ovest fino al Mar Caspio, raggiungendo il territorio della Partia.
Durante questa spedizione mandò un inviato di nome Gan Ying a Da Qin (Roma). Gan Ying lasciò una dettagliata descrizione delle terre occidentali anche se arrivò solo fino al Mar Nero prima di fare ritorno in patria.

Gan Ying riportò notizie dell'Impero romano che deve aver riportato da altre fonti. Egli situava Roma nell'ovest del mare: 
(Hou Hanshu, citato in Leslie e Gardiner)

Gan Ying descrive anche il sistema politico, l'aspetto fisico e le ricchezze: 
(Hou Hanshu, citato in Leslie e Gardiner)

Infine Gan Ying determina correttamente Roma come il polo principale, posto al terminale occidentale della "Via della seta": 
(Hou Hanshu, citato in Leslie e Gardiner)
L'esercito cinese stipulò un'alleanza con i Parti e costruì alcuni avamposti militari a una distanza di alcuni giorni di marcia dalla capitale della Partia, Ctesifonte, riuscendo a controllare la regione per parecchi anni. Nel 116 l'Imperatore romano Traiano entrò in Partia prendendo Ctesifonte stessa ma non si verificò mai un contatto diretto fra le due civiltà.

## Prima ambasciata romana
Con l'espansione dell'Impero romano nel Medio Oriente, durante il II secolo d.C., i romani raggiunsero la capacità di sviluppare i trasporti marittimi e il commercio nell'Oceano Indiano. 
Parecchi Romani probabilmente viaggiarono fino all'Estremo Oriente con navi romane, indiane o cinesi. La prima ambasciata romana in Cina fu registrata nel 166, sessant'anni dopo le spedizioni del generale Ban Chao. L'ambasciata giunse all'imperatore cinese Huan da parte di "Antun" (Antonino Pio), "re di Da Qin" (Roma), probabilmente Marco Aurelio.

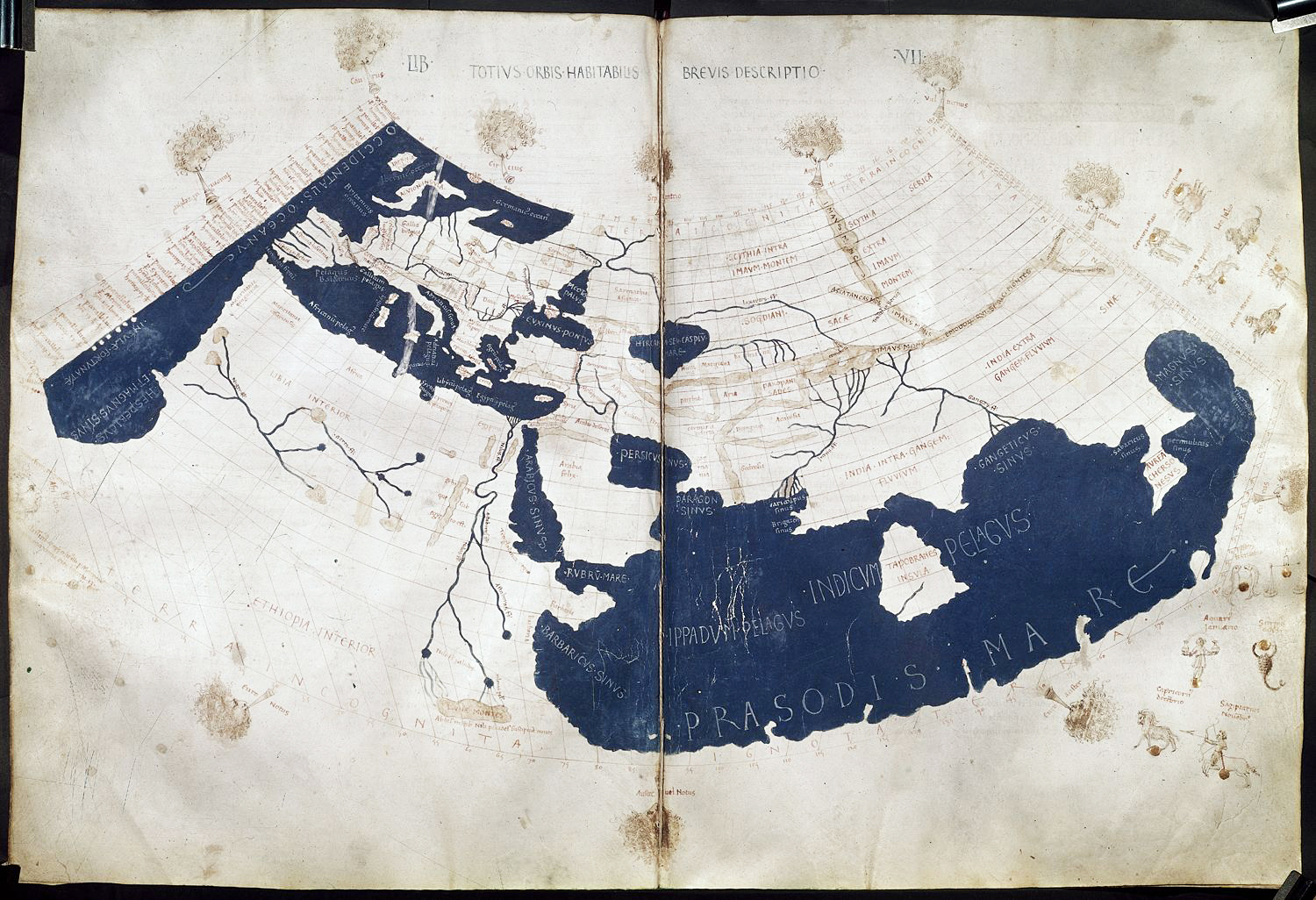
Mappa del mondo di Tolomeo, ricostruita nel XVI secolo dalla "Geografia" di Tolomeo -circa 150. Si notano la Cina (Sinae) e l'Aurea Chersonesus (Indocina) a destra di uno smisurato Sri Lanka (Taprobane).

La missione arrivò da sud, probabilmente seguendo la via marina, ed entrò in Cina alla frontiera del Jinan (Tonchino). Portava in dono corni di rinoceronte, avorio, carapaci di tartarughe, probabilmente acquistati nel sud dell'Asia. Nello stesso periodo, e forse proprio per mezzo di questa ambasceria, i Cinesi ottennero un trattato di astronomia dall'Impero romano.
La Cina era ben conosciuta dai cartografi romani dell'epoca. Il suo nome e la sua posizione sono descritti nella Geografia di Tolomeo che è datata c. 150. La Cina viene situata al di là dell'Aurea Chersonesus ("Penisola d'oro") e si riferisce alla penisola indocinese ed è descritta come adiacente al Magnus Sinus ("Mare grande") che corrisponde all'area allora conosciuta del Mar Giallo. Il commercio attraverso l'Oceano Indiano fu molto intenso a partire dal II secolo e sono stati identificati numerosi porti commerciali romani, attraverso i quali deve essere passata la missione diplomatica.

## Altre ambasciate romane
Altre ambasciate romane sono state mandate dopo questo primo incontro ma non furono registrate fino a quando apparve una traccia che parlava di regali inviati all'inizio del III secolo dall'Imperatore romano all'imperatore Cáo Ruì del Regno di Wei (regnò dal 227 al 239 nel nord della Cina). I doni consistevano in articoli di vetro in svariate colorazioni. L'ambasciata può essere stata inviata da uno dei numerosi imperatori che si susseguirono nel periodo, Alessandro Severo, Massimino Trace, Gordiano I, Gordiano II, Pupieno e Balbino, Gordiano III.
Un'altra ambasciata da Roma è registrata nell'anno 284. Viene descritta come portatrice di "tributi" all'Impero cinese. Questa missione deve essere stata inviata dall'imperatore Marco Aurelio Caro (282 - 283), il cui breve regno fu occupato dalla guerra con la Persia.

## Legionari in Asia Centrale
Intorno alla metà del I secolo a.C. profonde divisioni lacerarono l'Asia centrale.
Gli Unni furono coinvolti in una guerra civile: due fratelli, Hu-han-hsieh appoggiato dalla Cina, e Chih-chih, si disputavano il titolo di Shan Yu (Re) degli Unni. Sconfitto dal generale cinese Cheng Tang, Chih Chih fu catturato e messo a morte nel 35 a.C., ma la notizia interessante, tramandataci dalle cronache cinesi, è che la sua guardia del corpo era composta da uomini di un'altra etnia, capaci di usare una complessa tattica di difesa definita come "a scaglie di pesce", in un modo che ricorda la testudo romana. È stato suggerito che si tratti dei superstiti romani giunti a quelle lontane terre dopo la disastrosa campagna condotta da Marco Antonio contro i Parti nel 36 a.C., ed utilizzati da questi ultimi come soldati lungo le frontiere orientali del loro impero; da qui, forse a seguito di una fuga o di un'ulteriore cattura in battaglia, sarebbero stati arruolati dagli Unni come mercenari.
Un'altra teoria, proposta dallo storico Homer Hasenpflug Dubs, vede in quei mercenari dei soldati romani superstiti della battaglia di Carre, condotta da Crasso nel 53 a.C. contro i Parti in Asia Minore. Da Plinio il Vecchio sappiamo che in quella battaglia, che si concluse anch'essa con una sconfitta romana, 10 000 romani furono catturati dai Parti e trasportati nella Margiana, un territorio nell'attuale Turkmenistan. Secondo questa versione i legionari, una volta sotto l'impero cinese, avrebbero fondato il villaggio di Li-jien, nell'attuale Yongchang, nel nord-ovest della Cina; questa teoria è suggerita da vari indizi, tra cui lo stesso nome del villaggio (uno dei diversi modi del cinese antico per indicare Roma) ed i caratteri etnico-antropologici degli abitanti dell'area su cui sorse il villaggio, diversi da quelli cinesi. Sono state trovate alcune evidenze archeologiche quali resti di fiasche militari di terracotta, e nel 2005 prove genetiche sugli abitanti attuali, che dimostravano di avere un DNA per il 56% di origine caucasica (Nina Strochlic, the daily beast). Gli scettici sostengono che il nome Li-jien (o Liqian) sarebbe solo foneticamente uguale al nome cinese della città di Roma ed avrebbe diverso significato, e che anche il riferimento nelle cronache alla formazione "a scaglie di pesce" dei soldati potrebbe riferirsi genericamente ad una disposizione molto serrata delle file della fanteria, piuttosto che alla tecnica romana della testuggine. I dubbi permangono.